# Tranvia Bari-Barletta
La tranvia Bari-Barletta era un impianto costruito come ferrovia economica che fra il 1883 e il 1959 caratterizzò parte dell'antica Terra di Bari, favorendone lo sviluppo economico.
Costruita con capitali italiani e belgi, caratterizzata dall'inusuale scartamento di 750 mm ed esercita con trazione a vapore, la tranvia passò attraverso diverse società di gestione fino ad essere trasformata nell'attuale ferrovia regionale.

## Storia
Il primo progetto di collegamento fra Bari e Barletta risale alla primavera del 1877 quando l'ingegnere tranese Giuseppe Arnone presentò alla provincia barese il progetto di una tranvia a cavalli.
Il 4 aprile 1877 Giuseppe Arnone e Raffaele Di Lorenzo, due ingegneri anch'essi di Trani, avanzarono nei confronti della Deputazione provinciale di Bari la proposta per l'impianto di una ferrovia a cavalli per la quale interessarono successivamente i diversi comuni della zona. Ottenuto l'assenso da parte degli stessi, il 5 settembre dello stesso anno, con ordine del giorno n.23, la Deputazione approvò la proposta, approvando la concessione della linea il 15 novembre.
Arnone e Di Lorenzo stipularono dunque un contratto con la Società Generale dei Tramways, una Società anonima di diritto belga costituita a Bruxelles il 14 agosto 1874, assieme alla quale presentarono alla Deputazione istanza per definire i termini della concessione che furono sanciti con deliberazione n.520 del 30 settembre 1878, relativi a orari e tariffe che avrebbero caratterizzato quelle che erano allora definite come "ferrovie economiche"; la firma del contratto definitivo avvenne il successivo 1º novembre. Con Decreto ministeriale numero 08972/4087 del 19 settembre 1879, la Società Generale dei Tramways "venne autorizzata a costruire ed esercitare la tramvia Bari-Barletta".
La costruzione della linea avvenne per tratte, aperte all'esercizio nel 1882 con la seguente cronologia:
- da Bari a Bitonto il 20 marzo
- da Bitonto a Terlizzi il 21 maggio
- da Terlizzi a Ruvo il 9 giugno
- da Ruvo a Corato e Andria il 30 agosto
- da Andria a Barletta il 1º ottobre

Il 24 giugno 1886 la Società Generale dei Tramways fu posta in liquidazione, trasferendo l'esercizio alla nuova Sociètè Anonyme de Chemin de Fer Economiques de Bari-Barletta et extensions, anch'essa di diritto belga. Il 15 novembre 1905 la concessione gratuita della linea da parte della Provincia di Bari alla venne ceduta ufficialmente; alla stessa subentrò, nel 1922, la Società Anonima delle Ferrovie Economiche di Bari-Barletta e diramazioni, partecipata dalla precedente belga.
Il servizio viaggiatori fu strutturato inizialmente mediante 4 coppie di treni con percorrenze di 3 ore e mezza. Il traffico merci, che raggiunse fra il 1924 e il 1930 punte di 25.000 t di prodotti l'anno, era prevalentemente costituito da ortaggi, frutta e vino, quest'ultimo trasbordato a Barletta su carri cisterna FS.
Già nel primo decennio del XX secolo si pose la questione dell'ammodernamento del materiale rotabile. Durante il Ventennio fascista venne approvato il progetto di adeguamento della linea ferroviaria con binari a scartamento normale: la relativa convenzione fu approvata con Regio Decreto n° 2358 del 17 dicembre 1925, che oltre alla costruzione e all'esercizio della ferrovia imponeva altresì il trasferimento dell'esercizio tranviario a una nuova società di diritto italiano. I lavori iniziarono nel 1928, ma furono interrotti nel 1934 a causa di difficoltà finanziarie dovute alla mancata corresponsione dei contributi dovuti dai comuni attraversati dalla costruenda ferrovia.
Nel 1934, come previsto, la società belga fu posta in liquidazione e 1937 essa cedette la concessione per l'esercizio della tranvia e la costruzione della ferrovia ad una nuova società con sede a Roma, la Ferrotramviaria Società Anonima Italiana, successivamente trasformata in Società per azioni. Principale azionista della "belga" a partire dal 1932 e fra i protagonisti del trasferimento societario fu l'ingegner Nicola Romeo, che sarebbe diventato noto in tutto il mondo per l'omonimo marchio automobilistico, allora attivo nel settore ferrotranviario come proprietario delle Officine Ferroviarie Meridionali; oltre alla Bari-Barletta lo stesso curò la gestione della breve ferrovia Bitonto-Santo Spirito, gestito dalla Società Anonima Ferroviaria, anch'essa in liquidazione, che sarebbe stata integrata nella nuova ferrovia in costruzione.
Con nota n. 2052 del 16 febbraio 1955 il ministero dei trasporti dispose la chiusura definitiva all'esercizio della tranvia, che fu progressivamente smantellata. La prima tratta soppressa fu la Barletta-Andria, nel 1946/47, con ulteriore limitazione a Ruvo nel 1953. L'ultimo viaggio fu compiuto il 30 maggio 1959.

## Caratteristiche
La linea, a scartamento ridotto da 750 mm, era armata con rotaie Vignoles da 17 kg/m; la pendenza massima risultava del 28 per mille e i raggi di curvatura non inferiori a 100 m..
La concessione provinciale impose la velocità in 20 km/h in quanto, in alcuni tratti, la tratta costeggiava le abitazioni, tale valore era pressoché coincidente con la velocità commerciale registrata sull'intera linea. In totale, i tratti in sede propria risultavano di 24,2 km.

### Percorso
| Unknown route-map component "uexKBHFa" |

| Unknown route-map component "uexHST" |

| Unknown route-map component "CONTgq" | Unknown route-map component "uxmKRZo" | Unknown route-map component "CONTfq" |

| Unknown route-map component "uexHST" |

| Unknown route-map component "uexBHF" |

| Unknown route-map component "uexHST" |

| Unknown route-map component "uexHST" |

| Unknown route-map component "uexBHF" |

| Unknown route-map component "uexBHF" |

| Unknown route-map component "uexHST" |

| Unknown route-map component "uexBHF" |

| Unknown route-map component "uexHST" |

| Unknown route-map component "uexHST" |

| Unknown route-map component "uexBHF" |

| Unknown route-map component "CONTgq" | Unknown route-map component "uxmKRZ" | Unknown route-map component "CONTfq" |

| Unknown route-map component "uexKBHFe" |

La stazione tranviaria di Bari sorgeva nella contrada occidentale Mare Isabella, dove occupava uno spazio lungo 400 m comprendente anche apposite rimesse per locomotive e carrozze. La medesima area era servita da un capolinea della rete urbana di tram elettrici, consentendo l'interscambio con quest'ultima.
Da qui il binario seguiva la strada per Santo Spirito (strada provinciale 16), che nel tratto urbano prende il nome di via Napoli, fino a scavalcare con un ponte tranviario il torrente Balice e raggiungere la fermata di Fesca.
Lasciata la provinciale e piegando verso sud ovest con un tratto in sede propria che sovrappassava la ferrovia Adriatica, venivano dunque raggiunte la fermata Quattro Strade - Palese e la stazione di Bitonto.
Impegnata la sede dell'attuale strada provinciale 231, due ulteriori fermate denominate Ponte Tuppetto e Sovereto precedevano alcune deviazioni rispetto alla strada che conducevano alle stazioni di Terlizzi e Ruvo, a una fermata in corrispondenza della "strada ordinaria" per Bisceglie e dunque alla stazione di Corato.
Seguendo il tracciato di ulteriori strade comunali si incontravano, in successione, la fermata di Santa Elia, quella di Sant'Angelo e la stazione di Andria per poi giungere, oltrepassata nuovamente la ferrovia Adriatica mediante un passaggio a livello, al capolinea di Barletta, ov'era presente l'officina sociale.

## Materiale rotabile
Per l'esercizio della tranvia la Società Generale dei Tramways si dotò di un parco di 7 locotender costruite fra il 1880 e il 1881 dalla Sociètè Anonyme des Atelier St Léonard di Liegi, immatricolate come 1÷7, cui si aggiunsero immediatamente le due unità analoghe 8÷9. Il rodiggio di tali locomotive a 3 assi accoppiati era 0-3-1T e la potenza sviluppata era di circa 180 kW che permetteva una velocità massima di 30 km/h.
Nel 1892, nell'ambito del rinnovo del materiale rotabile sulla tranvia Biella-Cossato, altre due locomotive del medesimo modello furono acquistate di seconda mano e reimmatricolate come unità 10÷11.
Nel 1928 un'altra lomotiva si aggiunse al parco, proveniente dall'esercito britannico e utilizzata durante la prima guerra mondiale; costruita a scartamento decauville nel 1918 dalla The Hunslet Engine Company Ltd di Leeds, fu convertita a 750 mm e immatricolata come unità n.12.
Ancora un'unità seguì nel 1954: si trattava di una locomotiva a 4 assi (rodiggio 0-4-0T) costruita nel 1908 dalla Lokomotivfabrik Wiener Neustadt di Floridsdorf inizialmente impiegata sulla ferrovia militare Cortina-Dobbiaco, poi prolungata e rilevata dalla Ferrovia delle Dolomiti dove l'unità venne immatricolata come n.312 - Ampezzo.
Non strettamente legate all'esercizio tranviario, durante gli anni di trasformazione in ferrovia fecero inoltre servizio sull'impianto alcune locomotive a vapore a scartamento ordinario di varia natura per il traino dei treni cantiere.
Come materiale rimorchiato, la Bari-Barletta disponeva di 22 vetture a 2 assi e a carrelli prodotto dalla Sociètè Franco-Belge pour la Construction de Matériel de Chemins de Fer di La Croyère, cui si aggiunsero ulteriori 5 carrozze prodotte dal medesimo costruttore nel 1925.
Completavano la dotazione del parco numerosi carri merci di vario tipo.

### Materiale motore - prospetto di sintesi
| Unità        | Anno di acquisizione | Costruttore     | N. costruzione | Note                                     |
| ------------ | -------------------- | --------------- | -------------- | ---------------------------------------- |
| 1 - Bari     | 1883                 | St Léonard      | 537            |                                          |
| 2 - Barletta | 1883                 | St Léonard      | 538            |                                          |
| 3 - Andria   | 1883                 | St Léonard      | 539            |                                          |
| 4 - Bitetto  | 1883                 | St Léonard      | 540            |                                          |
| 5 - Ruvo     | 1883                 | St Léonard      | 541            |                                          |
| 6 - Terlizzi | 1883                 | St Léonard      | 542            |                                          |
| 7 - Corato   | 1883                 | St Léonard      | 543            |                                          |
| 8 - Gravina  | 1883                 | St Léonard      | 564            |                                          |
| 9 - Altamura | 1883                 | St Léonard      | 565            |                                          |
| 10 - Trani   | 1892                 | St Léonard      | 510            | Ex tranvia Biella-Cossato n. 1 - Biella  |
| 11 - Canosa  | 1892                 | St Léonard      | 511            | Ex tranvia Biella-Cossato n. 2 - Cossato |
| 12           | 1928                 | Hunslet         | 1308           | Ex British Army                          |
| 13           | 1954                 | Wiener Neustadt |                | Ex SFD n. 312 - Ampezzo                  |